# Trance Syndicate
Trance Syndicate fue una compañía discográfica independiente estadounidense fundada en 1990 por King Cofley que es el baterista del grupo de rock estadounidense Butthole Surfers, y Graig Stewart Estuvo abierta casi una década, cerrando en 1999, y contó con un historial de artistas conocidos en su periodo.
Después de su defunción en 1999, la discográfica Emperor Jones adquirió los derechos de la discográfica.

## Algunos artistas de la discográfica
- …And You Will Know Us by the Trail of Dead
- Bedhead
- Brad Laner
- Butthole Surfers
- Crust
- Drain
- Roky Erickson (13th Floor Elevators)
- Sixteen Deluxe
- Windsor for the Derby